# Attigny, Ardennes
Attigny là một xã ở tỉnh Ardennes, thuộc vùng Grand Est ở phía bắc nước Pháp.